# Pontida
Pontida é uma comuna italiana da região da Lombardia, província de Bérgamo, com cerca de 2.934 habitantes. Estende-se por uma área de 10 km², tendo uma densidade populacional de 293 hab/km². Faz fronteira com Ambivere, Brivio (LC), Calco (LC), Caprino Bergamasco, Carvico, Cisano Bergamasco, Palazzago, Sotto il Monte Giovanni XXIII, Villa d'Adda.

## História
O nome deste município vem, provavelmente, do latim Pontis iter, ou seja Vale ou Estrada da Ponte que está no caminho pelas cidades de Cisano, Bergamasco e Brivio.
Sua história é ligada à famosa abadia Beneditina de São Giacomo Maggiore construída por Alberto da Prezzate entre 1076 e 1079.
Em 7 de abril de 1167, numa sala desta abadia, houve o histórico juramento das comunas padanas, conhecido como Liga Lombarda, para combater o imperador Frederico Barbarossa
No ano 2006, o município recebeu a classificação de "cidade".

## Demografia
| Variação demográfica do município entre 1861 e 2011                               |
|                                                                                   |
| Fonte: Istituto Nazionale di Statistica (ISTAT) - Elaboração gráfica da Wikipedia |